# Moransengo
Moransengo is een plaats en voormalige gemeente in de Italiaanse provincie Asti (regio Piëmont) en telt 227 inwoners (31-12-2004). De oppervlakte bedraagt 5,4 km², de bevolkingsdichtheid is 42 inwoners per km².

## Demografie
Moransengo telt ongeveer 103 huishoudens. Het aantal inwoners steeg in de periode 1991-2001 met 10,6% volgens cijfers uit de tienjaarlijkse volkstellingen van ISTAT.
| Jaar | Inwoneraantal |
| ---- | ------------- |
| 1991 | 208           |
| 2001 | 230           |

## Geografie
Moransengo grenst aan de volgende gemeenten: Brozolo (TO), Brusasco (TO), Cavagnolo (TO), Cocconato, Tonengo.